# Les Encies
Les Encies, antigament conegut com les Ansies, és una entitat de població del terme municipal de Les Planes d'Hostoles, a la comarca catalana de la Garrotxa.
Està situada al sud de la Serra de Medes, a la partió entre les Valls d'Hostoles i del Llèmena, servida per la carretera que connecta Les Planes i Sant Esteve de Llèmena. L'any 2006 hi havia 53 habitants censats.
Era un ens local a principis del Segle XIX, però amb la fi del règim senyorial va passar a formar part del municipi de Sant Feliu de Pallerols. Més endavant, el 1872, es va formar el nou municipi de Les Planes d'Hostoles que va incloure el terme de Cogolls i també el de Les Encies.

## Llocs d'interès
- Església de Santa Maria, on s'hi conserva una imatge de fusta policromada de la Mare de Déu de les Encies.[2]

Entre les cases de pagès que pertanyen a aquest terme hi ha El Siubès, a la carena que separa les valls del Llémena i del Brugent.